# Кун, Бела
Бе́ла Кун (венг. Kun Béla, урождённый Кон (венг. Kohn Béla), упоминается также с отчеством Морисович; 20 февраля 1886, деревня Леле близ г. Силадьчех (сейчас Чеху-Силваньей), жудец Сэлаж, Трансильвания — 29 августа 1938, Москва) — венгерский и советский коммунистический политический деятель и журналист.
В марте 1919 года провозгласил Венгерскую советскую республику, просуществовавшую в итоге 133 дня (с 21 марта по 6 августа 1919 г.).
В ноябре 1920 года после установления в Крыму советской власти был назначен председателем Крымского ревкома. На этом посту стал организатором и активным участником бессудных массовых казней в Крыму. Расстрелян в 1938 году, реабилитирован посмертно.

## Ранние годы
Родился в семье трансильванского сельского нотариуса, еврея Саму (Самуэля) Куна и Розы Гольдбергер, еврейки, принявшей кальвинизм (религиозное меньшинство в католической Венгрии). В силу своего происхождения Кун позже подвергался гонениям и высмеиванию на страницах прессы правыми шовинистами. Среднее образование получил в одном из крупнейших реформатских (кальвинистских) коллегиумов в Коложваре (Клуж-Напока), во время учёбы в котором Кун был награждён премией за лучшую работу по литературе (свой очерк он посвятил Шандору Петёфи). После окончания школы поступил в Коложварский университет на юридический факультет, однако прервал своё обучение в 1904 году и начал работать в качестве журналиста в Коложваре и Надьвараде.
Ещё во время учёбы Кун через своего близкого друга поэта Эндре Ади (бывшего в своё время его репетитором) познакомился с деятельностью левых интеллектуалов в Будапеште. В 1902 году в 16-летнем возрасте с их помощью он становится членом Венгерской социал-демократической партии, участвует в организации трансильванского отделения партии, работает над созданием трансильванских союзов строительных рабочих и горняков. Поступив в Коложварский университет, сперва в нём, а затем в Будапеште, участвовал в создании марксистских студенческих организаций.
Под руководством Куна в 1905 году на многих промышленных предприятиях Трансильвании начались забастовки. В городе Коложваре забастовка привела к кровавым столкновениям с полицией. За участие в забастовочной деятельности Кун был осуждён на 2,5 года тюремного заключения (по кассационному решению отбыл только 1 год и 3 месяца). После освобождения в 1908 участвовал в руководстве социал-демократической партией и профдвижением в Коложваре, участвовал в организации рабочего движения среди горняков Жильвельд.
В 1913 году был выбран делегатом на съезд партии.

## Первое пребывание в России
Во время Первой мировой войны Бела Кун был призван в Австро-венгерскую армию и в 1916 году попал в русский плен. Как военнопленный он был отправлен на Урал, где окончательно оформился как убеждённый коммунист. В плену Кун в придачу к немецкому досконально изучил русский язык.
После Февральской революции Кун вступил в РСДРП(б) и занял пост в томском губкоме партии и в редакции большевистского журнала «Сибирский Рабочий» и газеты «Знамя Революции».
В марте 1918 года Кун с единомышленниками сформировал из бывших венгерских военнопленных Венгерскую группу при Российской коммунистической партии (большевиков) — фактического предшественника венгерской Компартии. Совместно с Тибором Самуэли редактировал венгерскую газету «Социальная Революция», под влиянием которой многие венгерские военнопленные вступали в российскую, а затем и в венгерскую Красную Армию. Вскоре он прибыл в Петроград, а затем — в Москву, где встретился с В. И. Лениным, поручившим ему руководство коммунистическим движением в Австро-Венгрии.
На протяжении 1918 года Бела Кун сражался на фронтах Гражданской войны против немецких интервентов, чехословацкого корпуса, армий А. В. Колчака, а также участвовал в подавлении левоэсеровского мятежа и восстаний правых эсеров. Кроме того, он активно писал статьи в «Правду» и «Известия».
Кун вернулся в Будапешт после падения Австро-Венгерской империи 17 ноября 1918 года и уже 24 ноября инициировал основание Венгерской коммунистической партии (первоначально Партия коммунистов Венгрии, KMP) и возглавил её Центральный комитет. В официальном печатном издании партии «Красная газета» (венг. Vörös Újság) он подвергал жёсткой критике правительство Каройи, а также весьма резко высказывался о социал-демократах, которые, тем не менее, говорили о стремлении к диалогу с коммунистами. Во главе Компартии Кун приступил к активной организации рабочих стачек и митингов, расширявших базу партии, которая первоначально объединяла лишь несколько сотен представителей радикальной интеллигенции.
22 февраля коммунисты под руководством Куна организовали демонстрацию у окон социал-демократического издания «Народное слово» (венг. Népszava), которая вылилась в открытое противостояние и перестрелку с полицией, в результате которой был убит один из полицейских. За организацию этого выступления Кун был арестован и осуждён по обвинению в государственной измене, однако и в заключении продолжал организационную работу, подготавливая объединение с Венгерской социал-демократической партией (венг. Magyarországi Szociáldemokrata Párt, MSZDP). Венгерские социал-демократы также были готовы к союзу с коммунистами, так как нота Викса, отправленная венгерскому правительству Антантой, вызвала возмущение в Венгрии и побуждала к поиску союзников, способных защитить права Венгрии от посягательств западных держав. Так как единственным таким союзником могла быть Советская Россия, социал-демократы пошли на компромисс с коммунистами.

## Венгерская советская республика

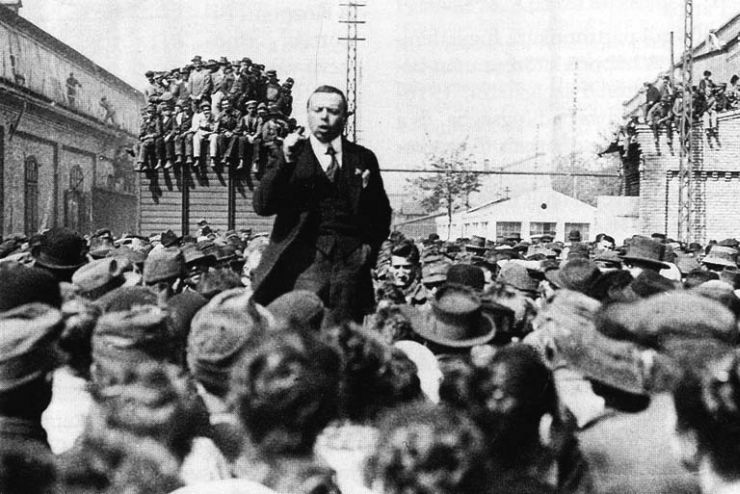
Бела Кун — лидер Венгерской революции 1919 года

21 марта 1919 года сторонники Куна, пользуясь всеобщим недовольством правительством, провели объединительный съезд Коммунистической и Социал-демократической (под руководством Шандора Гарбаи) партии, объединённых в единую Социалистическую партию. Новая партия немедленно провозгласила образование Венгерской советской республики (в руководстве которой коммунисты и социал-демократы были представлены соответственно 14 и 17 представителями), второго после России европейского государства с леворадикальным правительством, а также освободила Куна из заключения. Революционное правительство возглавил Шандор Гарбаи. Собственно, сам Бела Кун в новом социалистическом правительстве занял только пост комиссара иностранных дел, позже стал членом коллегии Наркомвоена. Ho именно он был фактическим руководителем ВСР, как сам и утверждал в сообщении Ленину: «Моё личное влияние в Революционном правительстве настолько велико, что диктатура пролетариата будет решительно установлена».
В Венгерской советской республике по примеру Советской России были начаты кардинальные преобразования, состоявшие в национализации промышленности и сельского хозяйства.
На помощь борцам с коммунистическими радикалами, захватившими власть в Венгрии, пришли чехословацкие и румынские войска. Первоначально успех сопутствовал возглавляемой видным стратегом, немцем, полковником, начальником Генерального штаба армии Аурелом Штромфельдом венгерской Красной армии, которой удалось занять практически всю Восточную и Южную Словакию и провозгласить там Словацкую Советскую республику. Однако Антанта в ноте Клемансо потребовала у Венгрии оставить занятые рубежи, и, хотя руководство ВСР после бурных дебатов выполнило требования и отвело войска из Словакии, продолжила финансирование сил, выступающих против самопровозглашённого коммунистического правительства Венгрии. Вскоре в Сегеде контр-адмирал Миклош Хорти организовал боевой отряд оппозиционных коммунистам «белых» сил — Национальную армию, с помощью которой повёл борьбу с красными. Кун пытался заключить мирное соглашение с Антантой и даже встречался в Будапеште с будущим премьером Южно-Африканского союза генералом Яном Смэтсом, однако Англия и Франция не отреагировали на эти переговоры. Советская Россия также не смогла оказать помощи венгерским коммунистам, поскольку наступления Колчака, а затем А. И. Деникина сковывали основные силы Красной армии.
Венгерская советская республика пала 1 августа 1919 года, после 133 дней существования. Бела Кун со своими последователями бежал в Австрию, где был интернирован в Гейдельмюле, затем в Карлштейне и Штейгофе. После освобождения вернулся в Россию, где восстановил членство в РКП(б).

## На посту председателя Крымского ревкома
В октябре 1920 года был назначен членом Реввоенсовета Южного фронта. 16 ноября 1920 года был образован Крымский ревком, председателем которого был назначен Бела Кун. Деятельность Куна на этом посту стала наиболее важной в его биографии. Вместе с Р. С. Землячкой, Ю. Л. Пятаковым в составе «Чрезвычайной тройки по Крыму» и другими членами Ревкома стал организатором красного террора на полуострове.

## Работа в Коминтерне

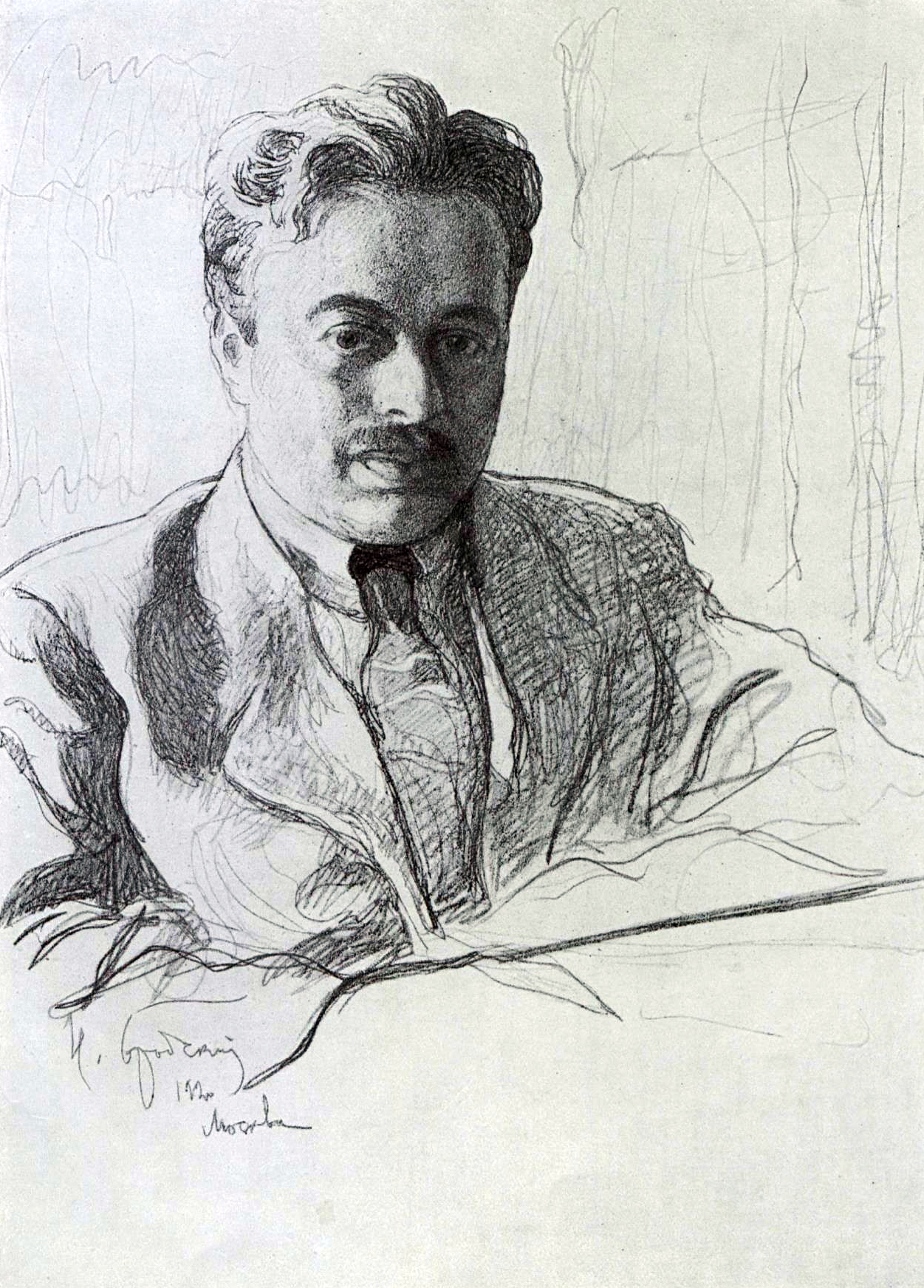
Бела Кун на Втором конгрессе Коминтерна (1920). Портрет работы И. Бродского

С 1921 года член Исполкома и Президиума Коминтерна. В том же году направлен в Германию, где пытался поднять коммунистическое восстание. В 1921—1923 гг. в Екатеринбурге на посту члена Уралбюро и заведующего Агитпропотдела областного Бюро РКП(б). С сентября 1923 года уполномоченный ЦК РКП(б) в ЦК Российского коммунистического союза молодежи. С июля 1924 года заведовал Агитпропотделом Исполкома Коминтерна и являлся членом ЦК Компартии Венгрии. В апреле 1928 года за революционную деятельность был арестован в Вене, ему угрожала выдача венгерскому военному режиму, но благодаря организации в СССР и Европе активной кампании против его ареста, был освобождён после 2-месячной отсидки.
12 ноября 1927 награжден орденом Красного Знамени.

## Арест и гибель
Работал в издательстве «Гослит», занимался переводами с венгерского. На момент ареста 28 июня 1937 г. заведующий Социально-экономическим издательством. Проживал: г. Москва, ул. Коминтерна, д. 10, кв. 4.
В период Большого террора был обвинён в «руководстве контрреволюционной террористической организацией в Коминтерне». Дело велось следователями 3-го отдела ГУГБ НКВД СССР. На допросах подвергался пыткам; по воспоминаниям М. П. Шрейдера, Кун был «настолько избит и изувечен, что на нём не оставалось ни одного живого места». Внесён в Сталинский расстрельный список «Москва-центр» от 3 января 1938 года («за» 1-ю категорию Жданов за, Молотов, Каганович, Ворошилов), однако расстрелян не был и продолжал подвергаться допросам. Внесён в СРС «Москва-центр» от 20 августа 1938 года («за» 1-ю категорию Сталин, Молотов).
29 августа 1938 года приговорён Военной коллегией Верховного Суда СССР к расстрелу вместе с группой руководящих сотрудников НКВД СССР и партийно-хозяйственных работников. Расстрелян в тот же день. Место захоронения — спецобъект НКВД «Коммунарка».
Реабилитирован посмертно ВКВС СССР 2 июля 1955 года.

## Семья
Жена Ирина (в девичестве Гал; 1890—1974) также подверглась аресту; впоследствии написала о муже книгу для серии ЖЗЛ, переведённую на русский дочерью.
Дочь Агнесса
(21 января 1915 — 19 октября 1990) вместе с мужем Анталом Гидашем (1899—1980) стали главными экспертами по венгерской культуре. Именно под их руководством были переведены и изданы в СССР в 1950-е годы многие сборники венгерских поэтов. В начале 1960-х годов вдвоём с мужем вернулись на родину в Венгрию.
Сын — Миклош, отец историка Миклоша Куна, автора книги «Бухарин: его друзья и враги».

## Память

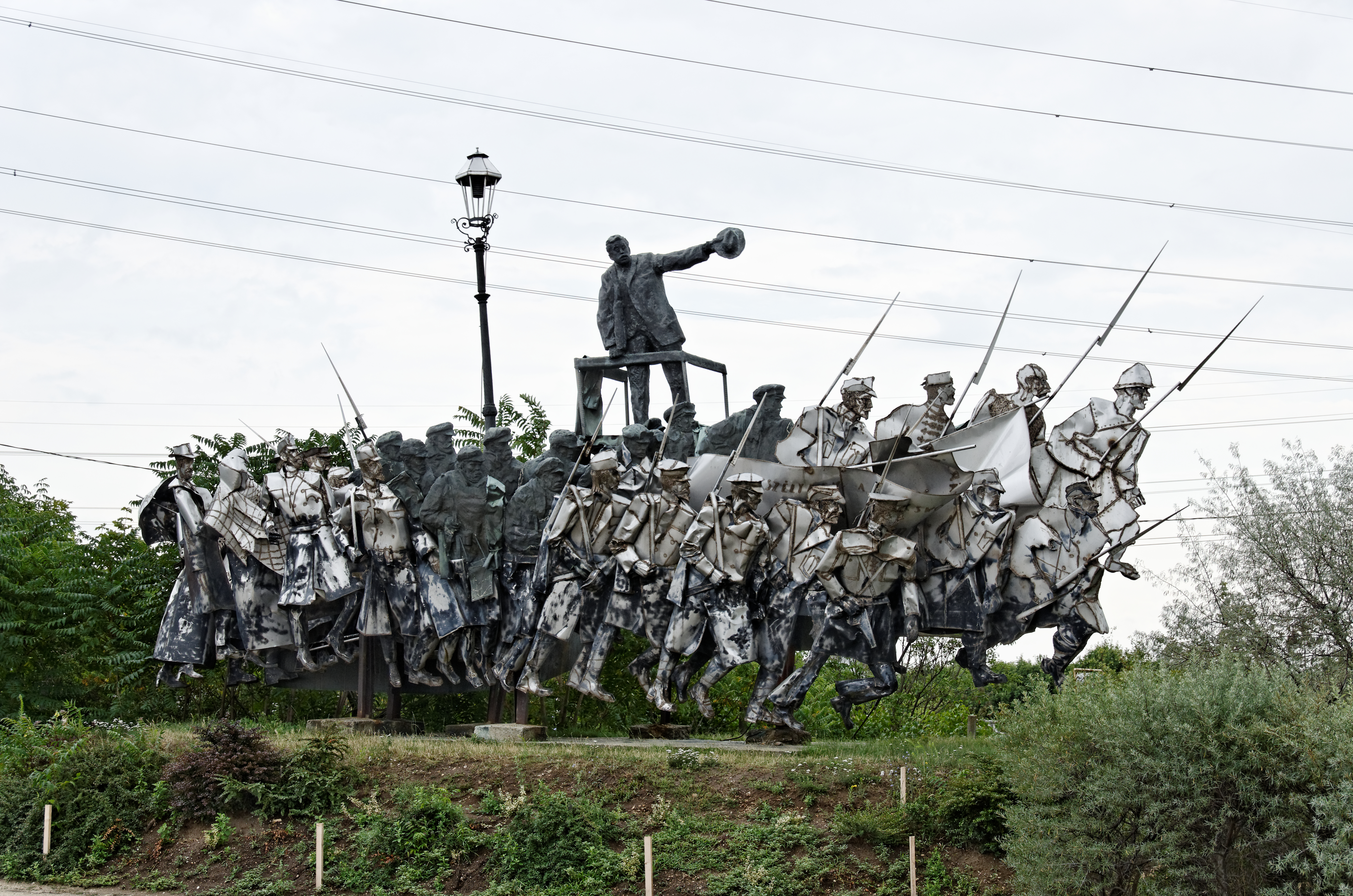
Мемориал Белы Куна в парке Мементо (Будапешт)

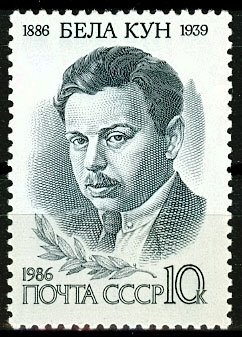
Почтовая марка СССР № 5701

- В честь Белы Куна названы: площадь в Москве (район Гольяново), улицы в Санкт-Петербурге (Фрунзенский район), Симферополе, Томске и Лысьве (Пермский край). В Симферополе, Томске и Лысьве их принято называть улицами Бела Куна[14]. В Симферополе улица находится в районе Свобода́ (координаты 44°58′28″N 34°7′38″E), а в Томске соединяет Иркутский тракт и улицу Мичурина.
- В музее под открытым небом парк Мементо (Будапешт) выставлены несколько скульптурных произведений, связанных с Белой Куном[15].
- Изображён на венгерских почтовых марках 1966 и 1986 года и на советской марке 1986 года (5701). На советской почтовой марке годом смерти ошибочно указан 1939 год.

### В кино
- 1978 — Арпад Долмай («Маршал революции»)
- 1987 — Борис Быстров («В Крыму не всегда лето»)
- 2014 — Сергей Бачурский («Солнечный удар»)